# Silberweidenwald Steinmauern
Das Naturschutzgebiet Silberweidenwald Steinmauern liegt auf dem Gebiet des Landkreises Rastatt in Baden-Württemberg. Das 68,7 ha große Gebiet mit der Kenn-Nummer 2.227 steht seit dem 12. Dezember 2006 unter Naturschutz.

## Lage
Das Naturschutzgebiet liegt nordwestlich von Rastatt und östlich der Murg, südlich unweit ihrer Einmündung in den Rhein.

## Schutzzweck
Schutzzweck sind
- die Erhaltung, Sicherung und Entwicklung der Überflutungsaue des Rheines im Mündungsbereich der Murg und ihrer gegenüber anderen Standorten eigentümlichen Überlagerung der Dynamik der beiden Flüsse und der von dieser Verordnung erfassten Teilfläche des Natura-2000-Gebietes „Rheinniederung zwischen Wintersdorf und Karlsruhe“ mit den Lebensraumtypen Silberweiden-Auenwald als prioritärer Lebensraum (Code 91E0), nährstoffarme bis mäßig nährstoffreiche Stillgewässer (Code 3130), oligo- bis mesotrophe kalkhaltige Gewässer mit benthischer Vegetation mit Armleuchteralgenbeständen (Code 3140) und schlammige Flussufer mit Pioniervegetation (Code 3270),
- die Erhaltung, Sicherung und Entwicklung der durch diese Dynamik gestalteten Geländemorphologie, des charakteristischen Wechsels von Sedimentation und Erosion, der Überlagerung von Rhein- und Schwarzwaldsedimenten und der damit verbundenen Standortvielfalt sowie der daran angepassten Pflanzen- und Tierwelt;
- die Erhaltung, Sicherung und Entwicklung amphibischer Auenbereiche, Weichholzsäume und Schlammufer mit ihren charakteristischen Pflanzengesellschaften, insbesondere der Zypergras-Schlammkrautgesellschaften, der Zweizahn-Melden-Ufersäume, der Wasserkressenfluren, der Seggen- und Röhrichtbestände und des Silberweidenwaldes;
- die Erhaltung, Entwicklung und Beruhigung ausgedehnter dynamischer Flachwasserzonen für die daran angepasste Tierwelt als Brut-, Nahrungs-, Rückzugs-, Rast- und Durchzugsbiotop.